# Robert Palmer
Robert Allen Palmer (Batley, 19 gennaio 1949 – Parigi, 26 settembre 2003) è stato un cantante britannico.
Il suo stile è un pop rock sofisticato dalle contaminazioni R&B e soul che non disdegna la presenza di arrangiamenti elettronici.

## Biografia
Robert Palmer nacque nello Yorkshire e crebbe a Malta, e iniziò la sua carriera musicale durante gli anni 1960, quando si unì al gruppo amatoriale The Mandrakes, coltivando intanto il suo interesse per l'R&B. Sul finire del decennio entrò a far parte degli Alan Bown Set, di cui divenne uno dei leader. Nei primi anni 1970 fu nel complesso jazz rock Dada, poi rinominato Vinegar Joe, che abbandonò dopo un paio di anni per iniziare la carriera solista. Negli Stati Uniti registrò il suo primo album Sneakin' Sally Through the Alley. L'anno successivo uscì il suo secondo lavoro Pressure Drop. Nel 1976 pubblicò Some People Can Do What They Like e subito dopo si trasferì a Nassau (Bahamas) per scrivere nuove canzoni. Nel 1978 registrò Double Fun, dal quale venne tratto il singolo Every Kinda People, che entrò nelle classifiche americane ed europee.
Nel 1979 a Nassau pubblicò Secrets e, sempre a Nassau, l'anno dopo incise l'album Clues avvalendosi della collaborazione di Gary Numan. Da questo album venne tratto il singolo Johnny and Mary, il cui videoclip venne messo in onda il giorno di debutto di MTV, il 1º agosto 1981.
Il successivo Maybe It's Live (1980) contiene sei tracce registrate dal vivo al londinese Dominion Theatre e quattro inediti fra cui una cover di Some Guys Have All the Luck dei Persuaders, che raggiunse la top 20. Palmer fu anche ospite al trentunesimo Festival di Sanremo (1981).
Oltre Johnny and Mary, fra i suoi singoli più famosi si possono ricordare Some People Can Do What They Like, Addicted to Love (1986) e I Didn't Mean to Turn You On. Da ricordare inoltre la collaborazione con il supergruppo Power Station, ove figuravano Bernard Edwards e Tony Thompson degli Chic, e Andy e John Taylor dei Duran Duran. Molto conosciuta è anche la sua interpretazione di Mercy Mercy Me (The Ecology Song)/I Want You, dall'album Dont't Explain (1990).
Gli album in studio pubblicati a partire da Heavy Nova (1988), a eccezione del conclusivo Drive, vennero registrati tutti a Milano e Peschiera Borromeo.
Reduce da una tournée per promuovere il suo album Drive, Palmer morì a Parigi nel 2003 a 54 anni per un infarto cardiaco. È sepolto a Lugano, ove viveva da 15 anni.

## Discografia

### Da solista
Album in studio
- 1974 - Sneakin' Sally Through the Alley
- 1975 - Pressure Drop
- 1976 - Some People Can Do What They Like
- 1978 - Double Fun
- 1979 - Secrets
- 1980 - Clues
- 1983 - Pride
- 1985 - Riptide
- 1988 - Heavy Nova
- 1990 - Don't Explain
- 1992 - Ridin' High
- 1994 - Honey
- 1999 - Rhythm & Blues
- 2003 - Drive

Album dal vivo
- 1982 - Maybe It's Live
- 2001 - Live at the Apollo

Raccolte
- 1989 - Addictions Volume I
- 1992 - Addictions Volume II
- 1995 - Very Best of Robert Palmer
- 1998 - Woke Up Laughing (Remix album)
- 2002 - At His Very Best
- 2002 - Best of Both Worlds: The Robert Palmer Anthology (1974-2001)
- 2005 - The Very Best of the Island Years

### Discografia con i Power Station
- 1985 - The Power Station
- 1996 - Living in Fear